# Società Ginnastica Andrea Doria - Sezione Calcio 1908-1909
Questa pagina raccoglie i dati riguardanti la sezione calcio della Società Ginnastica Andrea Doria nelle competizioni ufficiali della stagione 1908-1909.

## Stagione
I biancoblù parteciparono sia alle eliminatorie liguri del campionato federale che a quelle del campionato italiano. Nel campionato federale la squadra fu eliminata nella fase regionale dal Genoa seppur di misura e solo allo spareggio. Nel campionato italiano la compagine superò la fase regionale per il forfait del Genoa ma fu eliminata in semifinale dalla Juventus, seppur ancora una volta allo spareggio e durante il prolungamento a oltranza.

## Divise
La maglia era biancoblù, con divisione verticale a metà.
| Prima divisa |

## Rosa
| N. |                     | Ruolo | Calciatore         |
| -- | ------------------- | ----- | ------------------ |
|    | Italia (bandiera)   | A     | Vittorio Ansaldo   |
|    | Italia (bandiera)   | C     | Ottavio Baglietto  |
|    | Italia (bandiera)   | D     | Francesco Calì I   |
|    | Italia (bandiera)   | C     | Cesare De Marchi   |
|    | Italia (bandiera)   | C     | Augusto Galletti I |
|    | Italia (bandiera)   | C     | Giuseppe Giordano  |
|    | Svizzera (bandiera) | A     | Osterman           |

| N. |                     | Ruolo | Calciatore              |
| -- | ------------------- | ----- | ----------------------- |
|    | Italia (bandiera)   | D     | Pio Leporati            |
|    | Italia (bandiera)   | P     | Luigi Marchetti         |
|    | Italia (bandiera)   | A     | Aristodemo Santamaria I |
|    | Italia (bandiera)   | A     | Enrico Sardi I          |
|    | Svizzera (bandiera) | A     | Schmidli                |
|    | Svizzera (bandiera) | C     | Emil Steinegger         |

## Risultati

### Campionato federale di Prima Categoria

#### Eliminatoria ligure
| Arbitro: | Meazza (Milano) |

|              |           |        |
| Santamaria I | Marcatori | Herzog |

| Arbitro: | Goodley (Torino) |

|                         |           |                                           |
| Hug ?’, ?’, rig’ Herzog | Marcatori | 10’ Santamaria I ?’ (rig.) Calì 90’ Sardi |

| Arbitro: | Meazza (Milano) |

|                 |           |           |
| Herrmann Ravano | Marcatori | De Marchi |

### Campionato Italiano di Prima Categoria 1909

#### Eliminatorie liguri
| Genova 2 maggio 1909 Andata | Andrea Doria | 2 – 0 A tavolino per forfait del Genoa | Genoa |  |

#### Semifinale ligure-piemontese
| Arbitro: | Pasteur (Genova) |

|                                          |           |            |
| Sardi I s.t.’, s.t.’ Calì I s.t.’ (rig.) | Marcatori | 5’ Gibezzi |

| Arbitro: | Berardo (Torino) |

|                                               |           |                                   |
| Goccione 3’ C. Bianchi 39’ Donna s.t.’, s.t.’ | Marcatori | 35’ Baglietto s.t.’ (rig.) Calì I |

#### Spareggio
| Arbitro: | Meazza (Milano) |

|               |           |  |
| Armano I 105’ | Marcatori |  |

## Statistiche

### Statistiche di squadra
| Competizione        | Punti | In casa | In casa | In casa | In casa | In casa | In casa | In trasferta | In trasferta | In trasferta | In trasferta | In trasferta | In trasferta | Totale | Totale | Totale | Totale | Totale | Totale | DR |
| Competizione        | Punti | G       | V       | N       | P       | Gf      | Gs      | G            | V            | N            | P            | Gf           | Gs           | G      | V      | N      | P      | Gf     | Gs     | DR |
| ------------------- | ----- | ------- | ------- | ------- | ------- | ------- | ------- | ------------ | ------------ | ------------ | ------------ | ------------ | ------------ | ------ | ------ | ------ | ------ | ------ | ------ | -- |
| Campionato Federale | -     | 1       | 0       | 1       | 0       | 1       | 1       | 1            | 0            | 1            | 0            | 3            | 3            | 3      | 0      | 2      | 1      | 5      | 6      | -1 |
| Campionato Italiano | -     | 1       | 1       | 0       | 0       | 3       | 1       | 1            | 0            | 0            | 1            | 2            | 4            | 3      | 1      | 0      | 2      | 5      | 6      | -1 |
| Totale              | -     | 2       | 1       | 1       | 0       | 4       | 2       | 2            | 0            | 1            | 1            | 5            | 7            | 6      | 1      | 2      | 3      | 10     | 12     | -2 |

### Statistiche dei giocatori
| Giocatore         | Prima Categoria (Campionato Federale) | Prima Categoria (Campionato Federale) | Prima Categoria (Campionato Italiano) | Prima Categoria (Campionato Italiano) | Totale   | Totale |
| Giocatore         | Presenze                              | Reti                                  | Presenze                              | Reti                                  | Presenze | Reti   |
| ----------------- | ------------------------------------- | ------------------------------------- | ------------------------------------- | ------------------------------------- | -------- | ------ |
| V. Ansaldo        | 3                                     | 0                                     | 3                                     | 0                                     | 6        | 0      |
| O. Baglietto      | 3                                     | 0                                     | 3                                     | 1                                     | 6        | 1      |
| F. Calì (I)       | 3                                     | 1                                     | 3                                     | 2                                     | 6        | 3      |
| C. De Marchi      | 2                                     | 1                                     | 3                                     | 0                                     | 5        | 1      |
| A. Galletti (I)   | 3                                     | 0                                     | 3                                     | 0                                     | 6        | 0      |
| Galletti (II)     | 0                                     | 0                                     | 3                                     | 0                                     | 3        | 0      |
| G. Giordano       | 3                                     | 0                                     | 3                                     | 0                                     | 6        | 0      |
| Grosso            | 0                                     | 0                                     | 1                                     | -1                                    | 1        | -1     |
| P. Leporati       | 3                                     | 0                                     | 3                                     | 0                                     | 6        | 0      |
| L. Marchetti      | 3                                     | -6                                    | 0                                     | 0                                     | 3        | -6     |
| Ostermann         | 1                                     | 0                                     | 0                                     | 0                                     | 1        | 0      |
| Pippo             | 0                                     | 0                                     | 2                                     | -5                                    | 2        | -5     |
| A. Santamaria (I) | 3                                     | 2                                     | 3                                     | 0                                     | 6        | 2      |
| E. Sardi          | 3                                     | 1                                     | 3                                     | 2                                     | 6        | 3      |
| Schmidl           | 3                                     | 0                                     | 0                                     | 0                                     | 3        | 0      |